# Srpen v zemi indiánů
Srpen v zemi indiánů (v originále August: Osage County) je divadelní hra Tracyho Lettse z roku 2007. Autor za hru získal Pullitzerovu cenu a Cenu Tony za nejlepší hru.
Poprvé ji uvedlo Steppenwolf Theatre v Chicagu 28. 6. 2007.
České premiéry v překladu Julka Neumanna se hra dočkala 5. 6. 2009 ve Stavovském divadle v režii Michala Dočekala. V hlavních rolích se představili Jan Kačer, Kateřina Burianová a Miluše Šplechtová.
Nejnověji hru představilo divákům Divadlo na Vinohradech. Hru nastudoval Petr Svojtka, který na Vinohradech naposledy režíroval v roce 2006 McDonaghovu Krásku z Leenane. V roli Beverlyho se objevil Svatopluk Skopal, jeho ženu Violet ztvárnila Regina Rázlová, v úlohách dcer vystoupily Andrea Elsnerová, Zuzana Vejvodová a Markéta Děrgelová.

## České překlady
- 2009 Srpen v zemi indiánů, Julek Neumann

## Obsah

### Postavy
- Beverly Weston
- Violet Westonová, manželka Beverlyho
- Barbara Fordhamová, dcera Beverlyho a Violet
- Bill Fordham, manžel Barbary
- Jean Fordhamová, dcera Barbary a Billa
- Ivy Westonová, dcera Beverlyho a Violet
- Karen Westonová, dcera Beverlyho a Violet
- Mattie Fae Aikenová, sestra Violet
- Charlie Aiken, manžel Mattie Fae
- Malý Charles Aiken, syn Charlieho a Mattie Fae
- Johnna Monevata
- Šerif Deon Gilbeau
- Steve Heidebrecht, snoubenec Karen

### Děj
Děj se odehrává v Oklahomě ve 20. století. Po záhadném zmizení Beverlyho se do rodinného domu sjíždí celá rodina Westonů. Setkání po dlouhé době odkrývá stíny minulosti. Energická, avšak zranitelná žena Beverlyho Violet soupeří se svou dcerou Barbarou, která si prochází rozlukou se svým manželem. Ani druhé dvě dcery nemají bezproblémové vztahy – Ivy bojuje se svými city k Malému Charliemu, Karen se svým snoubencem Stevem. V pozadí stojí indiánská služebná Johnna Monevata, potomek kmene, kterému území původně patřilo.

## České divadelní inscenace

### Soupis
- 2009 Srpen v zemi indiánů, Národní divadlo (Stavovské divadlo), překlad: Julek Neumann, režie: Michal Dočekal, v hlavních rolích: Jan Kačer, Kateřina Burianová, Miluše Šplechtová
- 2013 Srpen v zemi indiánů, Divadlo Josefa Kajetána Tyla, překlad: Julek Neumann, režie: Natália Deáková, v hlavních rolích: Pavel Pavlovský, Monika Švábová, Apolena Veldová
- 2015 Srpen v zemi indiánů, Klicperovo divadlo, překlad: Julek Neumann, režie: Tereza Karpianus, v hlavních rolích: Zora Valchařová Poulová, Kamila Sedlárová
- 2016 Srpen v zemi indiánů, Městské divadlo Zlín, překlad: Julek Neumann, režie: Petr Štindl, v hlavních rolích: Ivan Kalina, Jana Tomečková, Eva Daňková
- 2017 Srpen v zemi indiánů, Spolek Kašpar (Divadlo v Celetné), překlad: Julek Neumann, režie: Pavel Lagner, v hlavních rolích: Miloš Kopečný, Milena Steinmasslová, Jitka Nerudová
- 2019 Srpen v zemi indiánů, Divadlo F. X. Šaldy, překlad: Julek Neumann, režie: Šimon Dominik, v hlavních rolích: Ladislav Dušek, Markéta Tallerová, Veronika Korytářová
- 2024 Srpen v zemi indiánů, Divadlo na Vinohradech, překlad: Julek Neumann, režie: Petr Svojtka, v hlavních rolích: Svatopluk Skopal, Regina Rázlová, Andrea Elsnerová

### Galerie z inscenace Divadla na Vinohradech

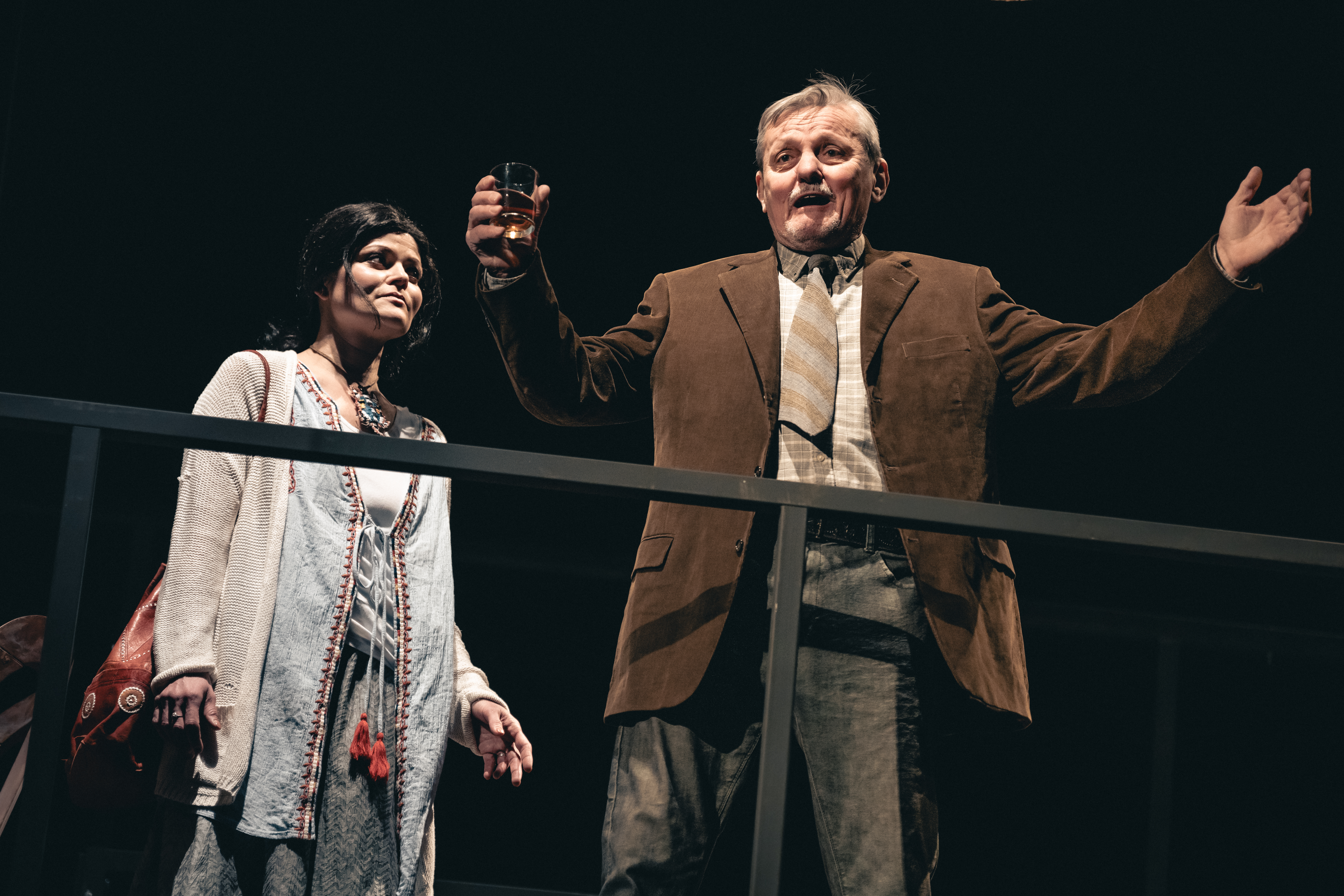
Antonie Talacková jako Johnna a Svatopluk Skopal jako Beverly
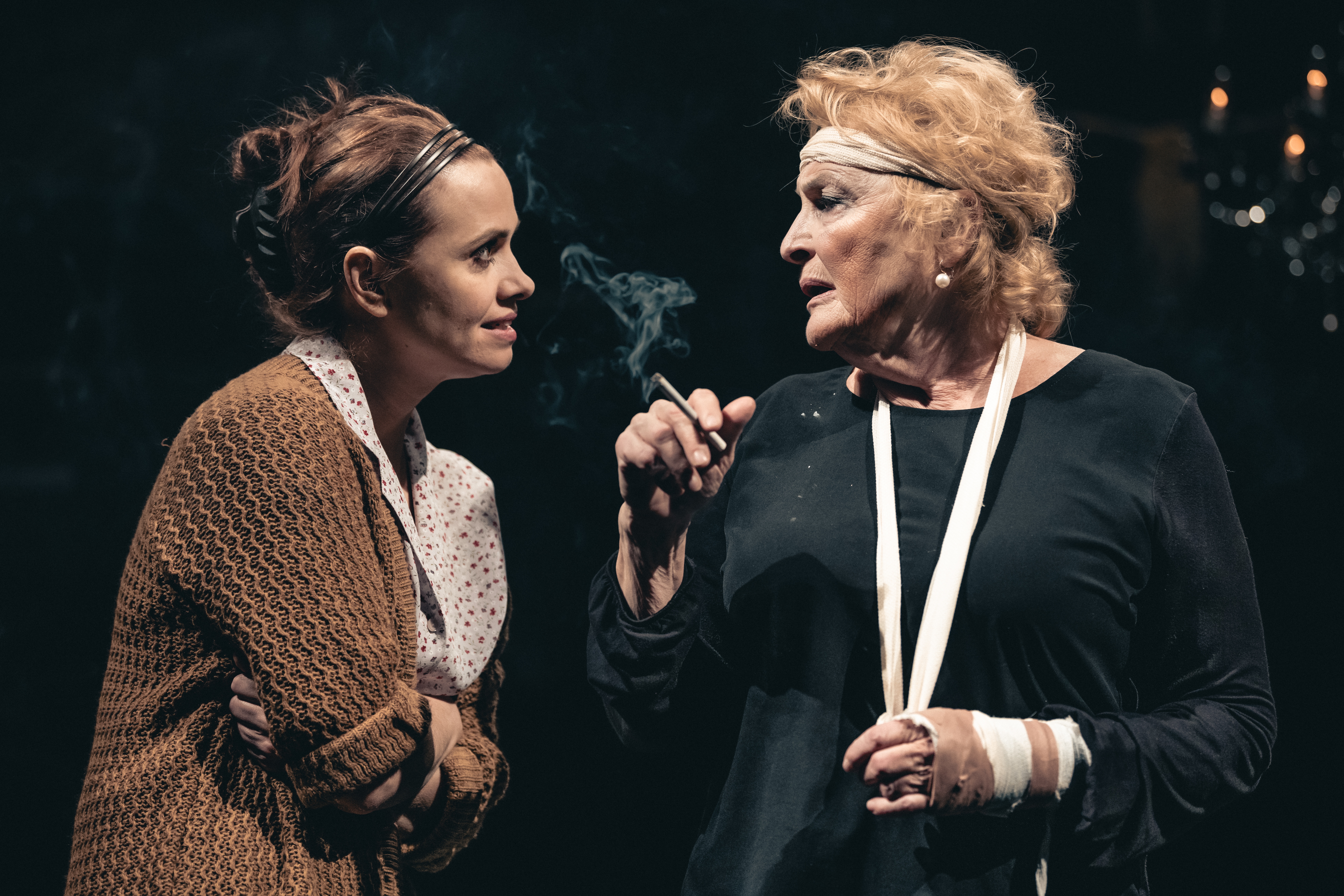
Zuzana Vejvodová jako Ivy a Regina Rázlová jako Violet
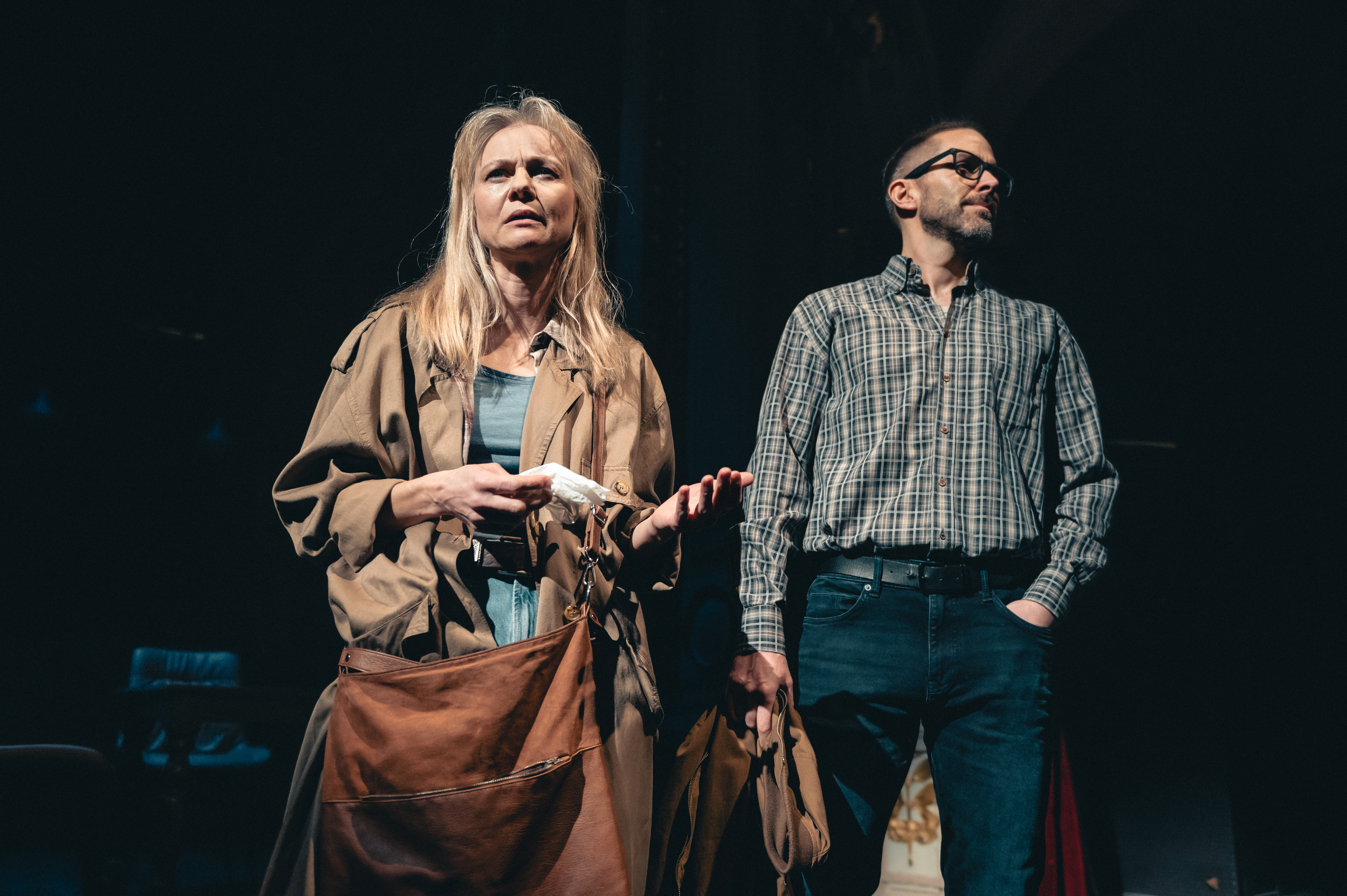
Andrea Elsnerová jako Barbara a Daniel Bambas jako Bill
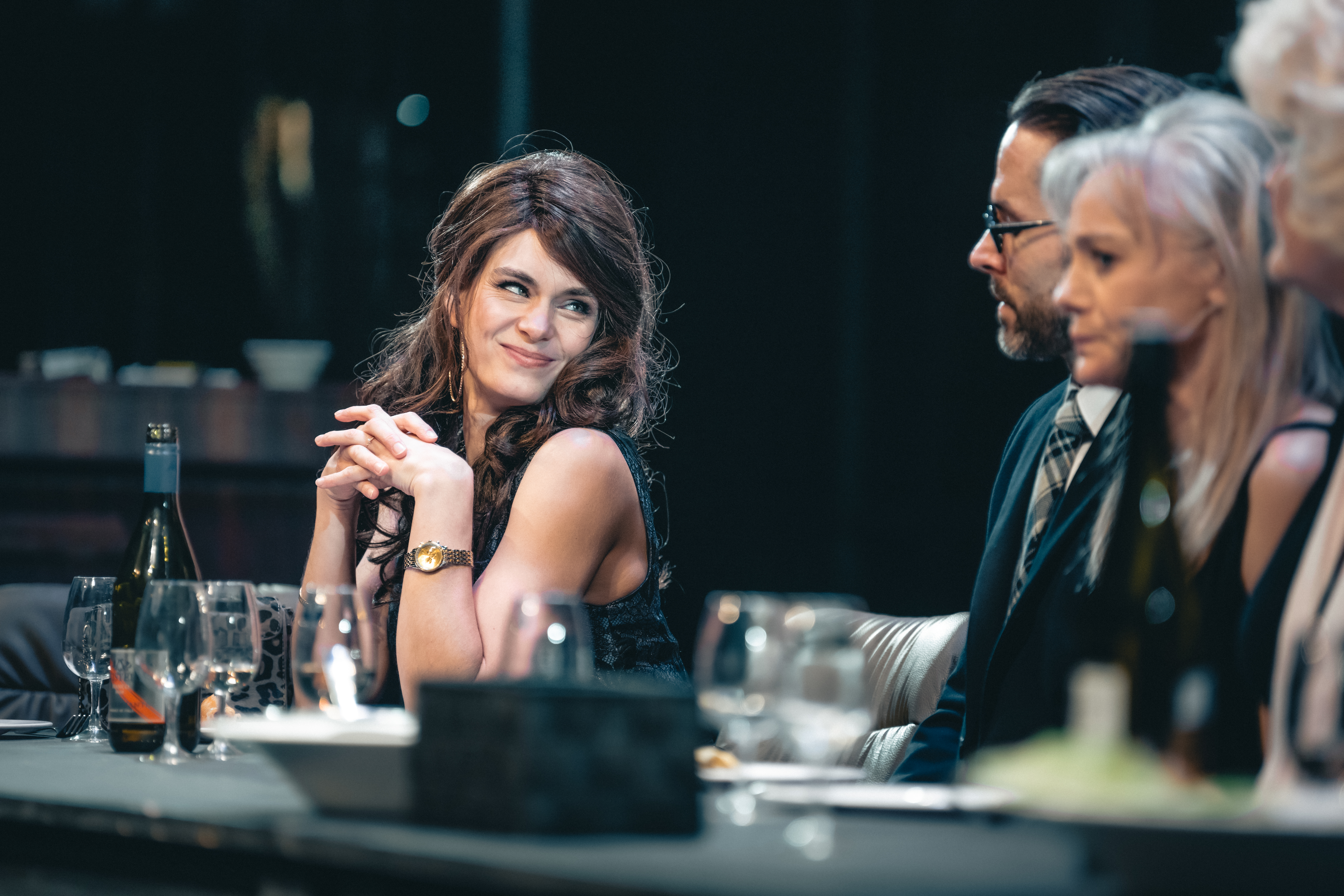
Markéta Děrgelová jako Karen
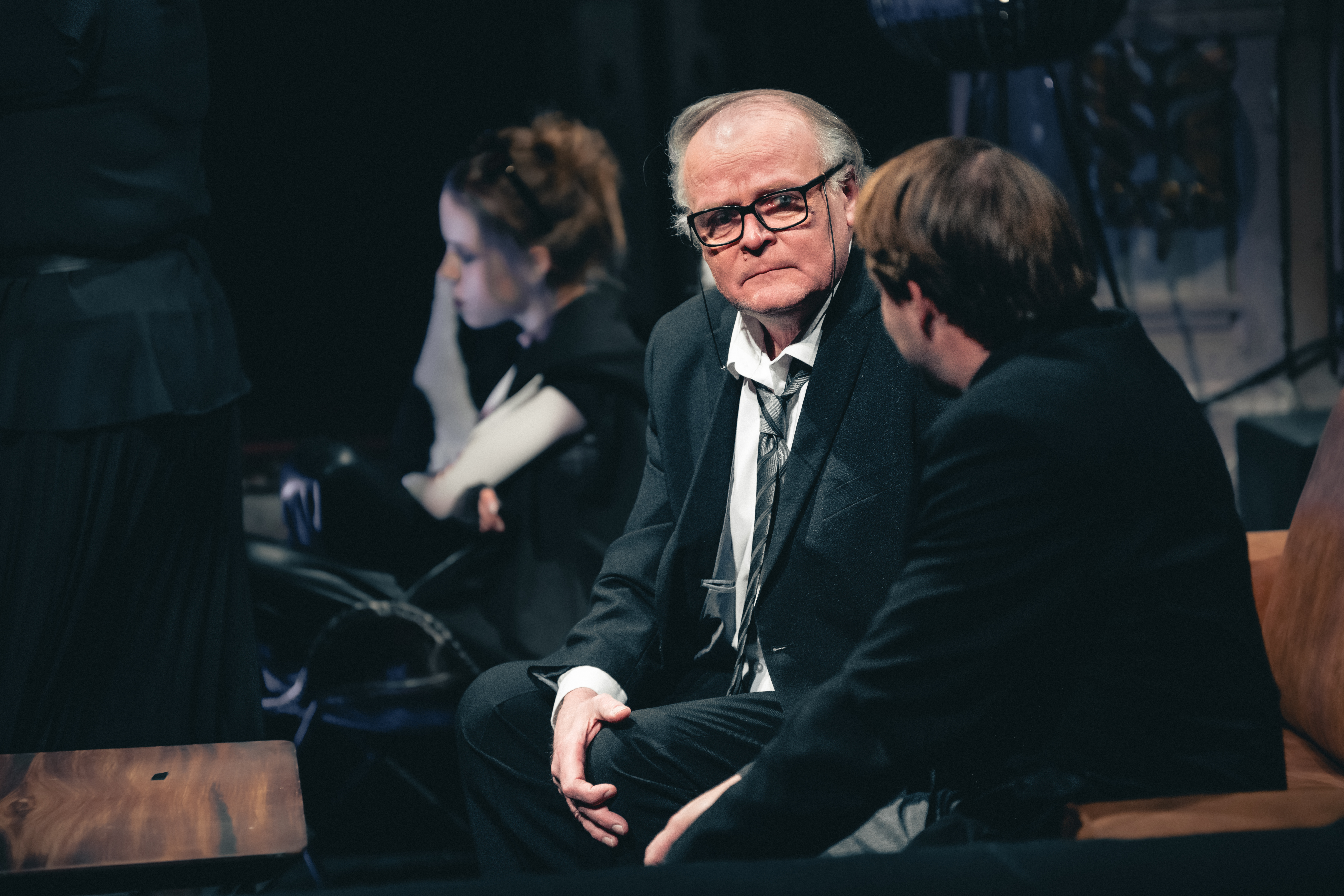
Igor Bareš jako Charles